# ССА Масейо
Сентро Спортіво Алагоано (порт. Centro Sportivo Alagoano) чи просто ССА — бразильський футбольний клуб з міста Масейо, штат Алагоас. Один з двох найсильніших клубів свого штату поряд із КРБ (Масейо).

## Історія
Клуб було засновано 7 вересня 1913 року під назвою Centro Sportivo Floriano Peixoto. Сучасну назву отримав 1918 року.
За кількістю чемпіонських титулів (36) ССА набагато випереджає будь-яку іншу команду свого штату. Проте в історію ця команда потрапила завдяки виходу в фінал останнього розіграшу Кубку КОНМЕБОЛ 1999 року. Турнір до того моменту цілком втратив привабливість серед найсильніших команд Південної Америки і в ньому, зокрема від Бразилії, брали участь клуби з регіональних ліг. В Чемпіонаті Північного Сходу Бразилії 1999 року ССА дістався півфіналу, але більш відомі та сильні команди — «Баїя», «Віторія» з Салвадора і «Спорт Ресіфі» відмовились від путівки в Кубок КОНМЕБОЛ. Тому її було віддано саме ССА. В результаті, клуб з Масейо дістався фіналу турніру, де поступився аргентинському «Тальєресу» з Кордови (примітно, що «Тальєрес» нині також не бере участі у Вищій лізі чемпіонату Аргентини).

## КРБ проти ССА
Найбільш непримиренним супротивником ССА є клуб КРБ. Статистика зустрічей: 471 матч, 170 перемог у КРБ, 156 нічиїх, 148 перемог ССА. Різниця м'ячів 606–579 на користь ССА.

## Стадіон
Стадіон «Король Пеле», який використовує ССА й КРБ, було відкрито 25 жовтня 1970 року матчем збірної штату Алагоас і клубу «Сантос», за який виступав Пеле.
Стадіон вміщує 25 000 глядачів і використовується ССА для найважливіших зустрічей.

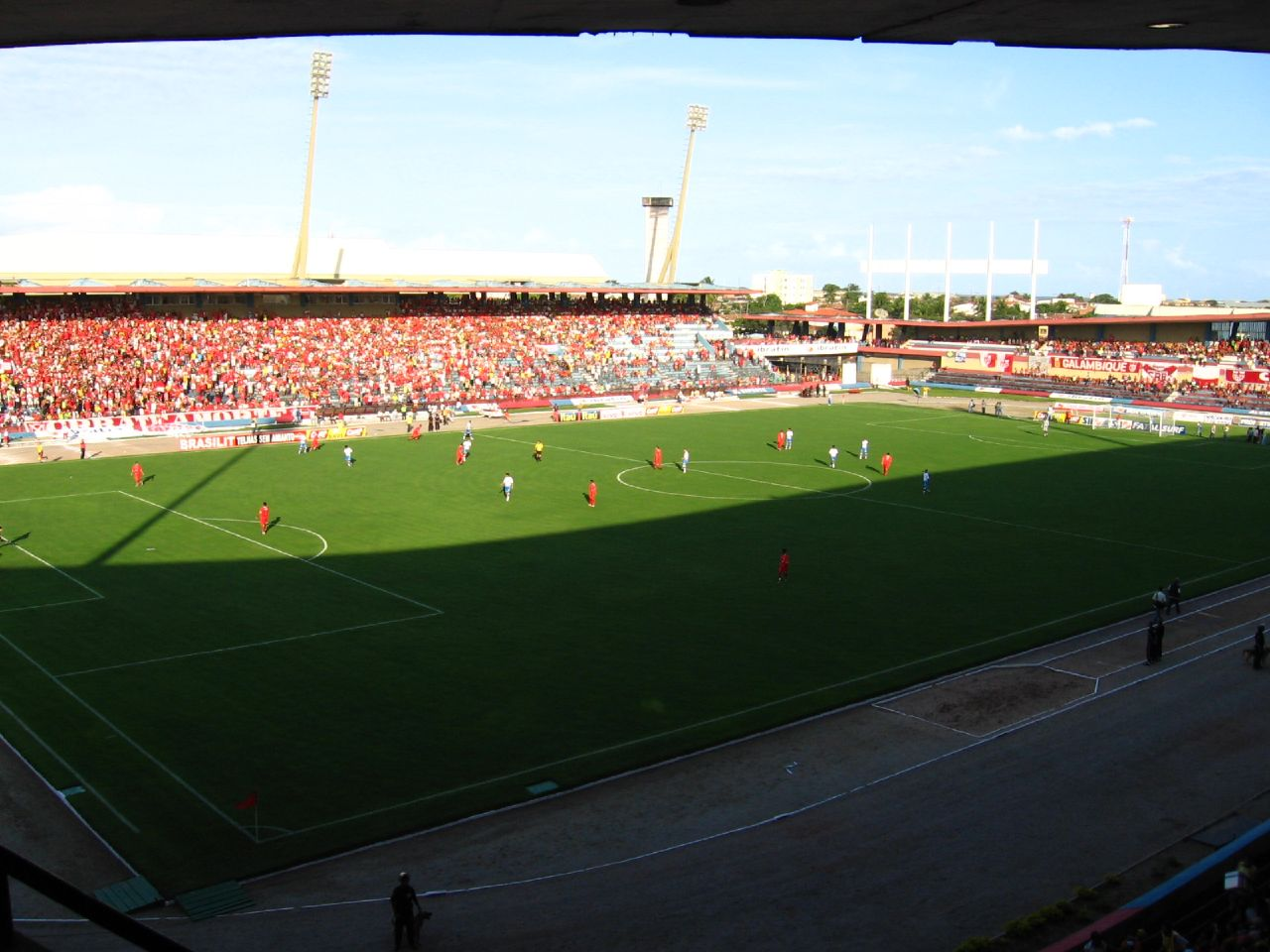
Стадіон «Король Пеле»

## Досягнення
- Чемпіон штату Алагоас (37): 1928, 1929, 1933, 1935, 1936, 1941, 1942, 1944, 1949, 1952, 1955, 1956, 1957, 1958, 1960, 1963, 1965, 1965, 1966, 1967, 1971, 1974, 1975, 1980, 1981, 1982, 1984, 1985, 1988, 1990, 1991, 1994, 1996, 1997, 1998, 1999, 2008
- Чемпіон Другого дивізіону Ліги Алагоано (2): 2005, 2010
- Фіналіст Кубку КОНМЕБОЛ (1): 1999
- Віце-чемпіон Бразилії в Серії B (3): 1980, 1982, 1983

## Відомі гравці
- Адріано Габіру
- Діда
- Джаван
- Міссінью
- Луїс Феліпе Сколарі
- Соза